# NGC 6240
NGC 6240 est une vaste galaxie irrégulière située dans la constellation d'Ophiuchus. Sa vitesse par rapport au fond diffus cosmologique est de 7 316 ± 8 km/s, ce qui correspond à une distance de Hubble de 107,9 ± 7,6 Mpc (∼352 millions d'al). NGC 6240 a été découverte par l'astronome français Édouard Stephan en 1871. Cette galaxie a aussi été observée par l'astronome américain Edward Barnard vers la fin des années 1890 et elle a été inscrite à l'Index Catalogue sous la désignation IC 4625.

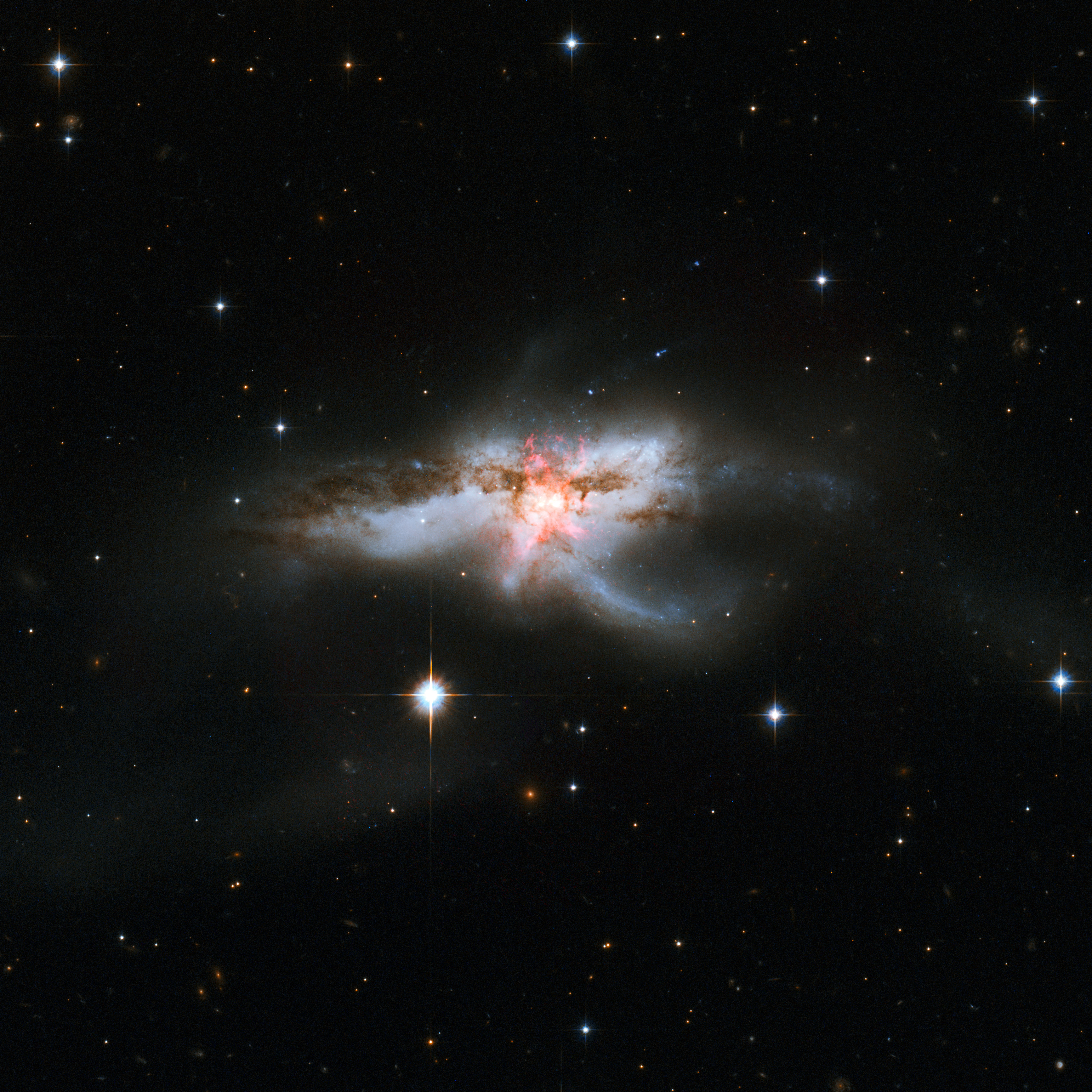
NGC 6240 par le télescope spatial Hubble. En raison de sa forme, certains la surnomment la galaxie de l'étoile de mer.

NGC 6240 présente une large raie HI et c'est une galaxie LINER, c'est-à-dire une galaxie dont le noyau présente un spectre d'émission caractérisé par de larges raies d'atomes faiblement ionisés. C'est aussi une galaxie active de type Seyfert 2 et finalement c'est une galaxie lumineuse dans l'infrarouge (LIRG). NGC 6240 serait même une galaxie ultralumineuse en infrarouge (ULIRG, de l'anglais ultraluminous infrared galaxy). Sa luminosité dans l'infrarouge lointain (de 40 à 400 µm) est égale à 5,37 × 1011 {\displaystyle L_{\odot }} (1011,73{\displaystyle L_{\odot }}) et sa luminosité totale dans l'infrarouge (de 8 à 1 000 µm) est de 7,08 × 1011 {\displaystyle L_{\odot }} (1011,85{\displaystyle L_{\odot }}).

## NGC 6240, phase finale de la fusion de galaxies

### Les deux noyaux de NGC 6240
Plusieurs études dans divers domaines du spectre électromagnétique, soit en rayon X,, en lumière visible, dans le domaine du proche infrarouge et également en onde radio ont montré que cette galaxie possède deux noyaux, le résultat de la phase finale de la fusion de deux galaxies.

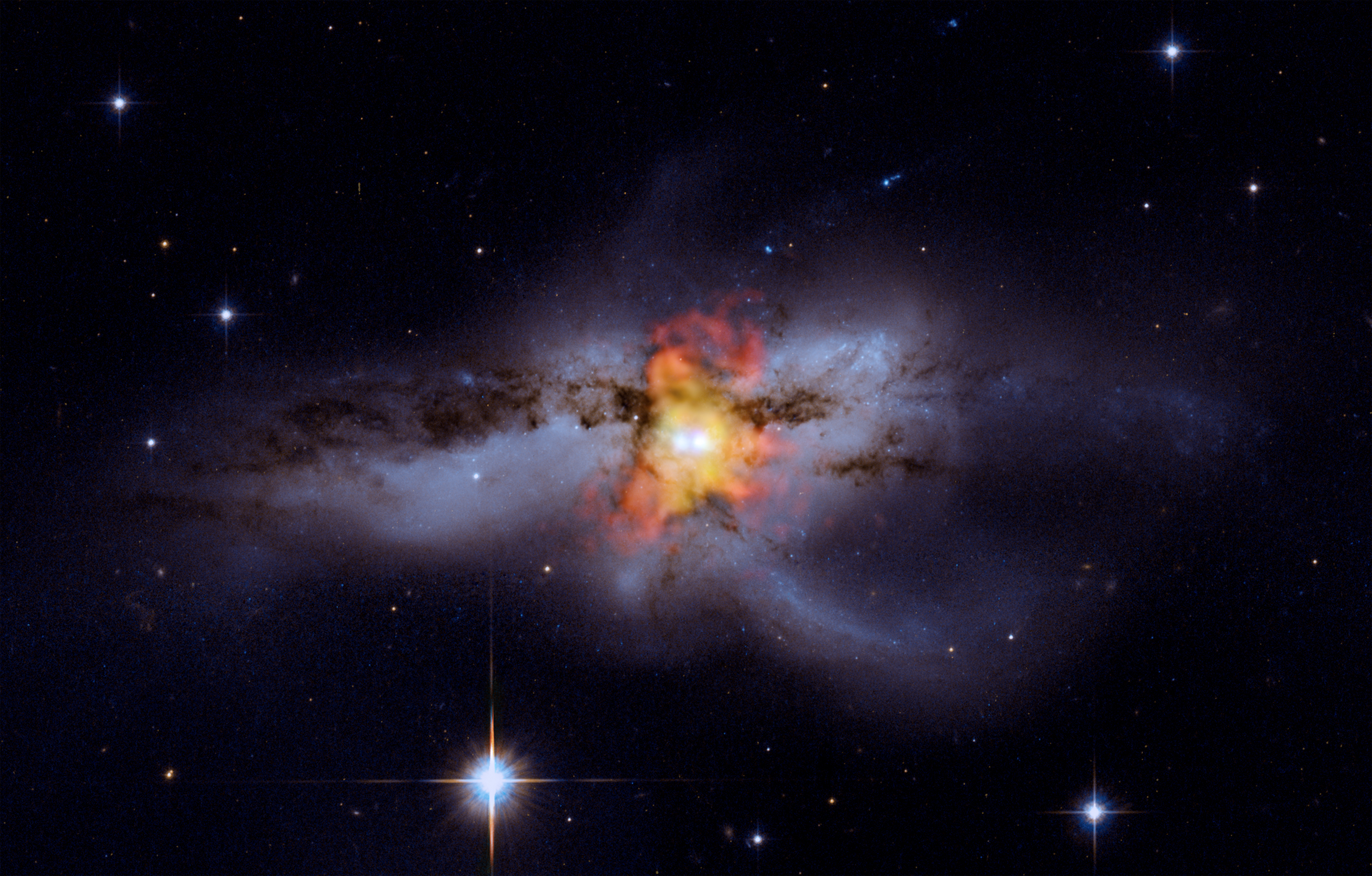
Image composite des données rayon X recueillies par le télescope spatial Chandra (en rouge, orange et jaune) et de l'image en lumière visible prise par le télescope spatial Hubble. Les deux noyaux de la galaxie sont les spots blancs très lumineux au centre de l'image.

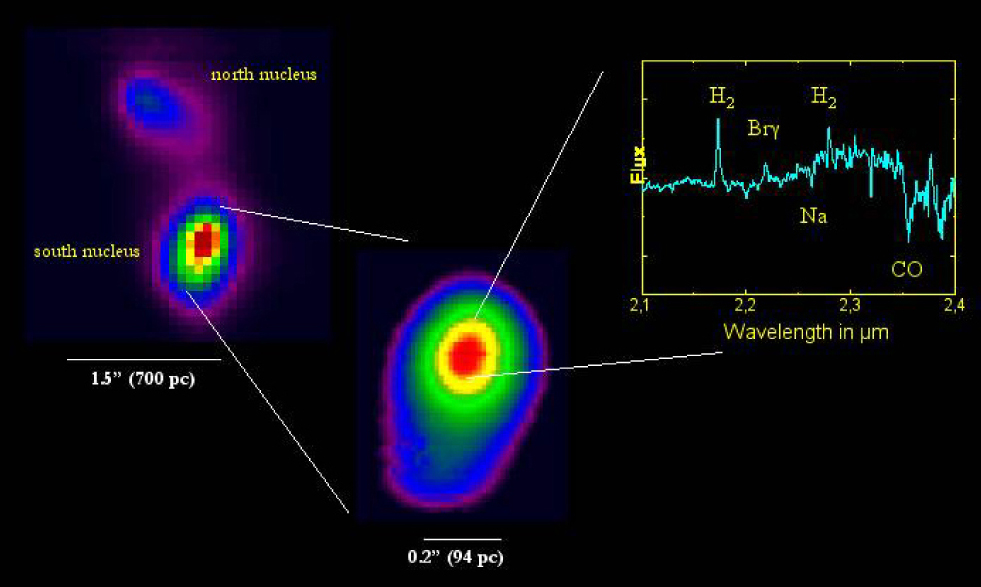
La fusion des deux galaxies de NGC 6240 observé dans le domaine du proche infrarouge par l'instrument SINFONI de Observatoire européen austral.

### Trous noirs supermassifs
La découverte de deux trous noirs supermassifs a été annoncée en 2002 grâce aux observations en rayon X réalisées par le satellite Chandra. Les deux trous noirs ne sont séparés que d'une distance de 3 000 années-lumière. En raison de cette proximité, les scientifiques pensent que ces deux trous noirs tournent en spiralant l'un autour de l'autre, un processus qui aurait commencé il y a environ 30 millions d'années. On estime qu'ils finiront par fusionner en un seul trou noir supermassif dans quelques dizaines ou centaines de millions d'années.
En fait, une récente étude publiée en 2020 conclue même à la présence de trois trous noirs supermassifs au sein de cette galaxie. Les données recueillies par le dispositif d'optique adaptative MUSE du Très Grand Télescope de l'ESO ont permis de découvrir un troisième noyau, dont deux ont des masses excédant 9 × 107 {\displaystyle M_{\odot }}, le troisième étant moins massif et peu actif.

### Émission infrarouge de NGC 6240
Une galaxie émettant plus de 1012 {\displaystyle L_{\odot }} dans l'infrarouge est une galaxie ultra-lumineuse en infrarouge. Pour des valeurs supérieures à 1013 {\displaystyle L_{\odot }}, on qualifie la galaxie d'hyper-lumineuse en infrarouge et au-delà de 1014 {\displaystyle L_{\odot }} de galaxie extrêmement lumineuse en infrarouge.
La luminosité de NGC 6240 dans l'infrarouge est estimée à tout près 1012 {\displaystyle L_{\odot }} et elle est généralement considérée comme une galaxie ultra-lumineuse en infrarouge. Depuis leur découverte dans les années 1970, les galaxies ULIRG ont fasciné les astronomes par leur immense luminosité et les ont également frustrés par leur nature singulièrement opaque. Les observations de plusieurs de ces galaxie au cours des récentes années ont montré que ces galaxies sont le résultat d'une fusion de galaxies riches en gaz qui déclenche une intense période de formation d'étoiles. La forte luminosité de ces galaxies peut provenir de ces périodes intenses de formation d'étoiles, de l'activité de leurs noyaux ou encore d'une combinaison des deux.

## Supernova
Trois supernovas ont été observées dans NGC 6240 : SN 2000bg, SN 2010gp et SN 2013dc.

### SN 2000bg
Cette supernova a été découverte le 1er avril 2000 par Y. Sato et W. D. Li de l'université de Californie à Berkeley dans le cadre du programme LOSS (Lick Observatory Supernova Search) de l'observatoire Lick. D'une magnitude apparente de 17,4 au moment de sa découverte, elle était de type IIn.

### SN 2010gp
Cette supernova a été découverte le 14 juillet 2010 par G. Pignata et al. dans le cadre du programme de recherche de supernovas CHASE (CHilean Automatic Supernova sEarch). D'une magnitude apparente de 17,5 au moment de sa découverte, elle était de type Ia.

### SN 2013dc
Cette supernova a été découverte le 11 avril 2013 par Adam Block (en) à l'Observatoire Steward de l'université de l'Arizona. D'une magnitude apparente de 18,7 au moment de sa découverte, elle était de type IIP.